# Utagawa Toyokuni
Pour les articles homonymes, voir Utagawa.
Utagawa Toyokuni (歌川豊国) (1769- 24 février 1825) est un artiste japonais d'estampes ukiyo-e.

## Biographie
Il naquit à Edo, fils de Kurohashi Gorobei, un sculpteur de poupées et de marionnettes, y compris des reproductions d'acteurs de kabuki.
Toyokuni fut élève de Utagawa Toyoharu, le fondateur de l'école Utagawa, que son père connaissait bien et qui vivait tout près, et ceci vers l'âge de 14 ans. Un des autres élèves de Toyoharu, dont il croisa la route, fut Toyohiro, dont l'élève devait devenir le très grand artiste Hiroshige.
En témoignage de son talent, Toyokuni pris le nom de Utagawa Toyokuni, en reprenant, comme il était d'usage, une syllabe du nom de son maître.

## Style
Formé aux seules traditions ukiyo-e, il lui manqua toujours les bases classiques dont avaient bénéficié ses contemporains, tels que Utamaro ou Eishi.
Il étudia en particulier les œuvres de Kiyonaga, Shunman, Choki, Eishi.
Malgré quelques belles réussites, son talent fut surtout celui d'un imitateur éclectique.
Ses œuvres les plus connues sont les portraits d'acteurs de Kabuki qu'il réalisa, même s'il est loin d'atteindre à la puissance d'un Sharaku sur ce même sujet.

## Autres artistes de l'école Utagawa
L'héritier le plus connu de Toyokuni sera Kunisada, connu également sous le nom de Utagawa Toyokuni III.

## Galerie

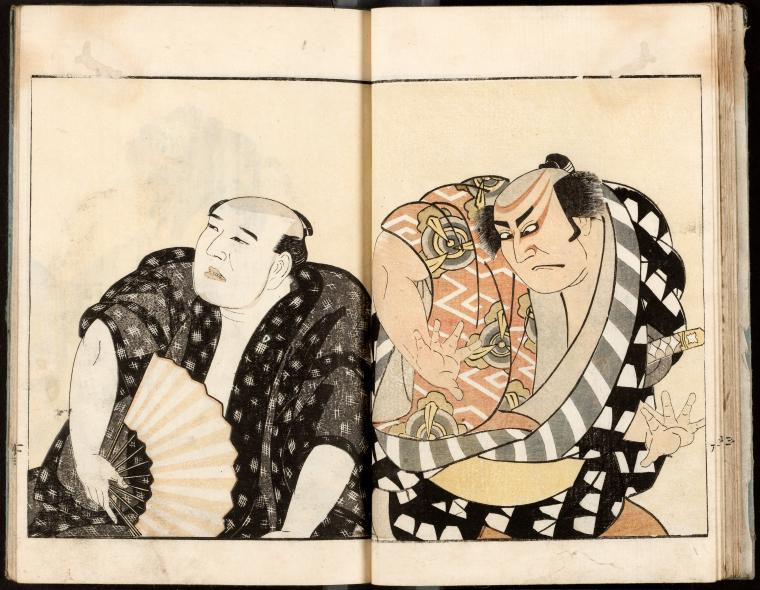
L'acteur Arashi Sampachi, 1803.
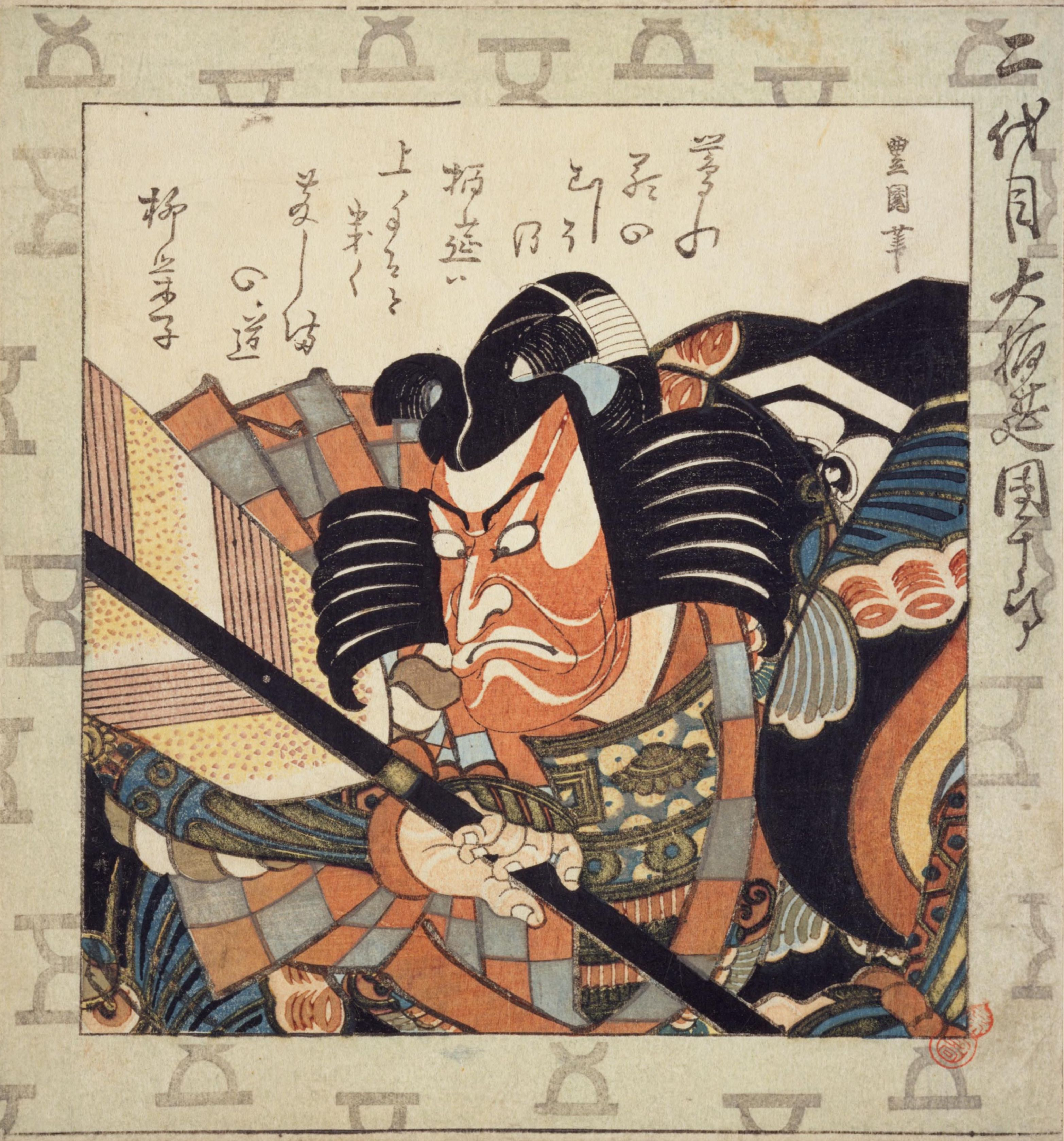
Ichikawa Danjūrō II, 1833.
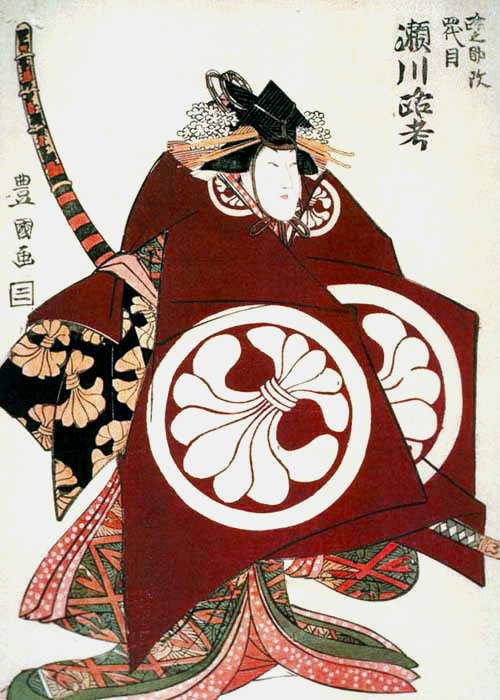
Rokō Segawa IV, 1800.
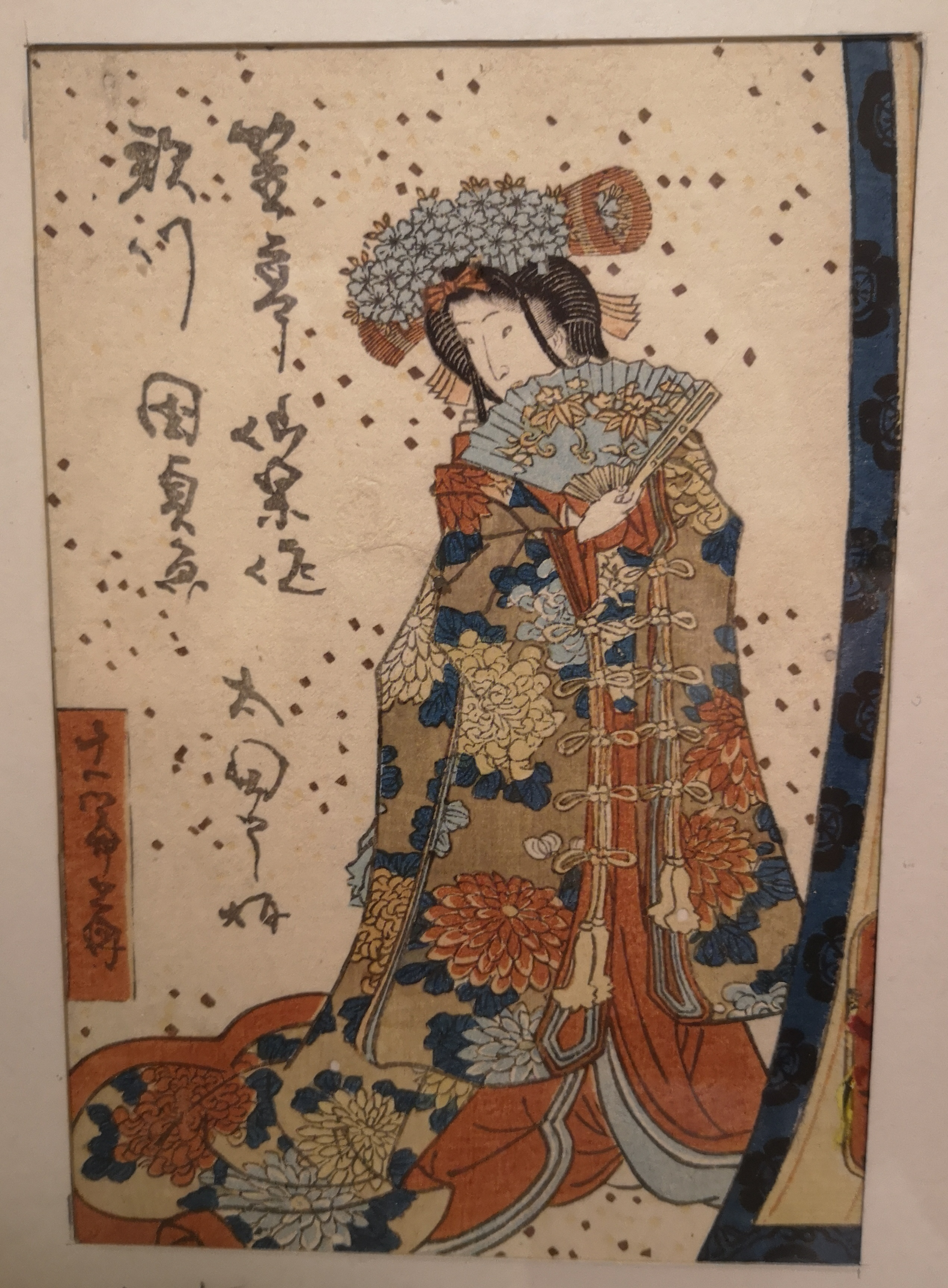
Une geisha.
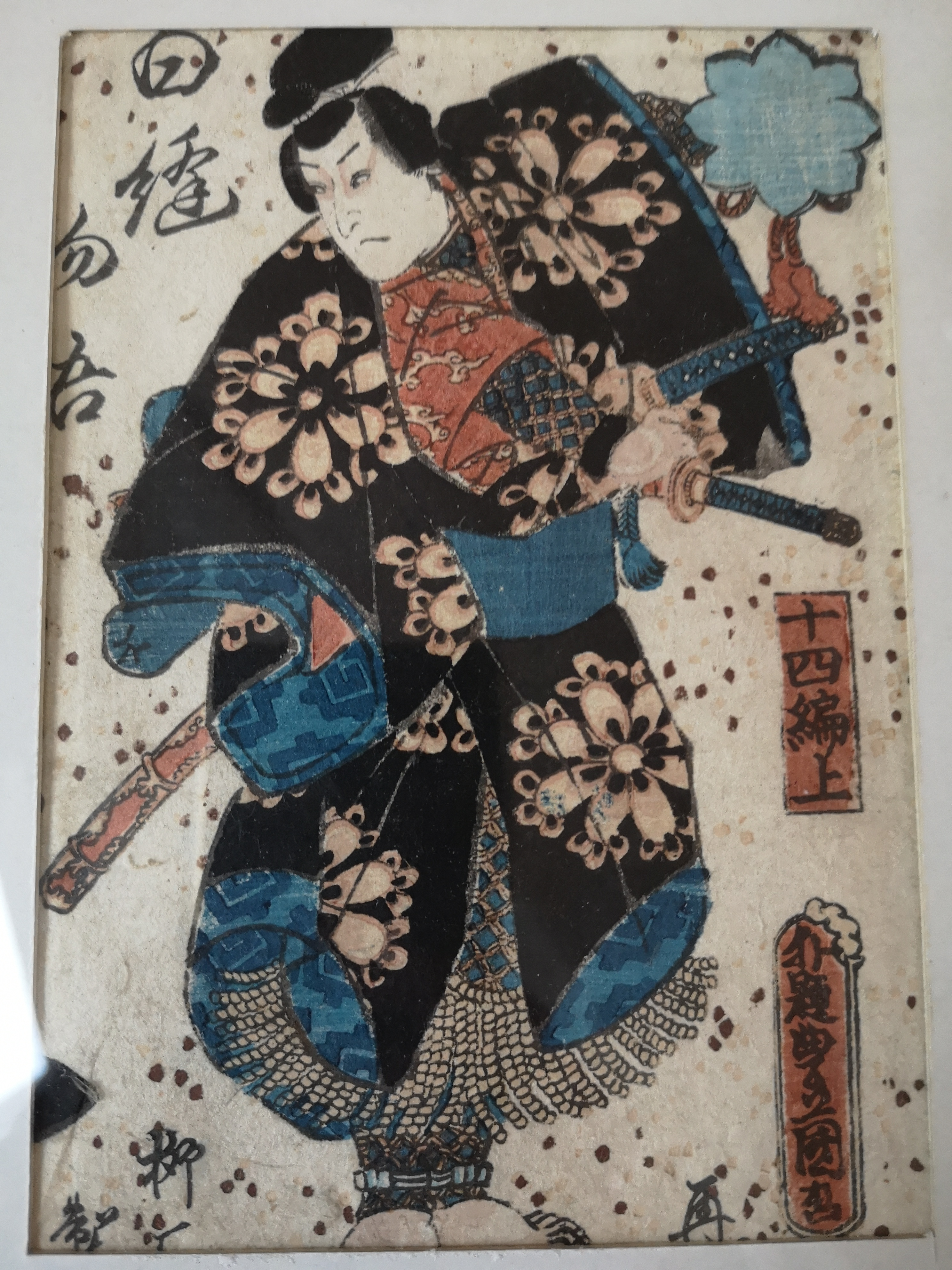
Un samouraï.